# Communauté d'agglomération Arles-Crau-Camargue-Montagnette
La communauté d'agglomération Arles-Crau-Camargue-Montagnette (ACCM en forme abrégée) est une communauté d'agglomération française, située dans le département des Bouches-du-Rhône et la région Provence-Alpes-Côte d'Azur.

## Historique
Elle est créée le 4 décembre 2003 avec effet à cette même date. L'acte fut officialisé le 13 janvier 2004 par la séance inaugurale en ville d'Arles.
Le 1er janvier 2014, la commune des Saintes-Maries-de-la-Mer, jusque-là isolée, rejoint la communauté d'agglomération.

## Territoire communautaire

### Géographie
Elle est située dans le delta et aux abords du Rhône.

### Composition
La communauté d'agglomération est composée des 6 communes suivantes :

| Nom                        | Code Insee | Gentilé         | Superficie (km2) | Population (dernière pop. légale) | Densité (hab./km2) |
| -------------------------- | ---------- | --------------- | ---------------- | --------------------------------- | ------------------ |
| Arles (siège)              | 13004      | Arlésiens       | 758,93           | 51 156 (2022)                     | 67                 |
| Boulbon                    | 13017      | Boulbonnais     | 19,33            | 1 531 (2022)                      | 79                 |
| Saint-Martin-de-Crau       | 13097      | Saint-Martinois | 214,87           | 13 962 (2022)                     | 65                 |
| Saint-Pierre-de-Mézoargues | 13061      | Saint-Pierrois  | 4,13             | 228 (2022)                        | 55                 |
| Saintes-Maries-de-la-Mer   | 13096      | Saintois        | 374,61           | 2 278 (2022)                      | 6,1                |
| Tarascon                   | 13108      | Tarasconnais    | 73,97            | 15 525 (2022)                     | 210                |

### Démographie
| 1968   | 1975   | 1982   | 1990   | 1999   | 2008   | 2013   | 2019   |
| ------ | ------ | ------ | ------ | ------ | ------ | ------ | ------ |
| 62 998 | 69 113 | 74 692 | 77 702 | 78 417 | 81 136 | 83 561 | 83 546 |

## Administration

### Siège
Le siège de la communauté de communes est situé à Arles.

### Les élus
Le conseil communautaire de la communauté d'agglomération se compose de 44 membres, représentant chacune des communes membres et élus pour une durée de six ans.
Ils sont répartis comme suit :
| Nombre de délégués | Communes                                                      |
| ------------------ | ------------------------------------------------------------- |
| 22                 | Arles                                                         |
| 10                 | Tarascon                                                      |
| 9                  | Saint-Martin-de-Crau                                          |
| 1                  | Boulbon, Saintes-Maries-de-la-Mer, Saint-Pierre-de-Mézoargues |

### Présidence
Le président et les cinq premiers vice-présidents sont les maires des six communes.
- Président : Patrick de Carolis, maire d'Arles
- 1re vice-président : Marie-Rose Lexcellent, maire de Saint-Martin-de-Crau
- 2e vice-président : Lucien Limousin, maire de Tarascon
- 3e vice-président : Christelle Aillet, maire de Saintes-Maries-de-la-Mer
- 4e vice-président : Christian Gilles, maire de Boulbon
- 5e vice-président : Laurie Pons, maire de Saint-Pierre-de-Mézoargues

| Période | Période  | Identité           | Étiquette | Qualité                                   |
| ------- | -------- | ------------------ | --------- | ----------------------------------------- |
| 2003    | 2020     | Claude Vulpian     | PS        | Maire de Saint-Martin-de-Crau (1977-2016) |
| 2020    | En cours | Patrick de Carolis | Horizons  | Maire d'Arles (depuis 2020)               |

### Compétences
- Le développement économique
- L'aménagement de l'espace communautaire
- L'équilibre social de l'habitat
- La politique de la ville
- L'assainissement
- L'eau
- La construction, l'aménagement, l'entretien et la gestion des équipements culturels et sportifs d'intérêt communautaire.

### Régime fiscal et budget
Le régime fiscal de la communauté de communes est la fiscalité professionnelle unique (FPU).